# Elsa Anderson
För andra betydelser, se Elsa Andersson.
Elsa Anderson, född 2 augusti 1884 i Hagebyhöga socken utanför Vadstena, död 4 februari 1937, var en svensk konditor.
Elsa Anderson växte upp på gården Gubbetorp i Östergötland. Hon arbetade som ung på en släktings konditori i Örebro och utbildade sig där till konditor. Hon mötte i Norberg specerihandlaren Emil Bergvall, som hon gifte sig med och flyttade till Norberg. Hon tog arbete som husmor på sjukstugan. 
Hon och hennes man öppnade 1916 ett konditori vid norra delen av torget i Norberg. Det fick namn efter Elsa Andersons flicknamn, Elsa Andersons Konditori. Enligt en kunglig förordning från 1834 tilläts "välfrejdade kvinnor" att som förvärvsverksamhet ägna sig åt att tillverka och saluföra tårtor, pastejer och bakelser. Paret köpte gästgivargården i Norbergs centrum 1919, dit konditoriet flyttades.
Hon drev konditoriet till sin död 1937. Därefter övertogs rörelsen av sonen Gunnar Bergvall (född 1917 eller 1918) och hans fru Eva, som efterträddes av Elsa Andersons sonson Robert Bergvall 1983. 